# 마이쮸
마이쮸는 크라운제과에서 출시한 사탕, 젤리류에 속하는 디저트이다. 비슷한 제품으로는 새콤달콤이 있다.

## 종류
- 마이쮸 자일리톨
- 마이쮸 오렌지맛
- 마이쮸 요거트맛
- 마이쮸 사과맛
- 마이쮸 딸기맛
- 마이쮸 포도맛
- 마이쮸 복숭아맛
- 마이쮸 스무디맛 (단종)
- 마이쮸 애플망고맛
- 마이쮸 캔털루프 멜론맛
- 마이쮸 핑크리치맛
- 마이쮸 무화과맛
- 마이쮸 써니피치맛

## 같이 보기
- 젤리
- 사탕
- 새콤달콤
- 크라운제과